# ألفرد بروبست
ألفرد بروبست هو مجدف سويسري، ولد في 1894، وتوفي في 1 أبريل 1958 في بازل في سويسرا.

## وصلات خارجية
- ألفرد بروبست على موقع الاتحاد الدولي للتجديف (الإنجليزية)
- ألفرد بروبست على موقع اللجنة الأولمبية الدولية (الإنجليزية)
- ألفرد بروبست على موقع أوليمبيديا (الإنجليزية)